# Álex el león
Álex es un personaje ficticio de la franquicia Madagascar de DreamWorks Animation. Álex era muy popular e incluso conocido como “El Rey de Nueva York", quien disfrutaba de ser la atracción principal, dando actos de baile que acababan con un gran rugido y tenía todas las comodidades que podía. Además, se vendía mucha de la mercancía suya, como muñecos de felpa, tazas, despertadores, globos de nieve, etc. (como el que le regaló a Marty) y demás artículos. Álex adora entretener al público y es muy bueno bailando, le gustaba bailar incluso desde que era un cachorro. También le encanta la carne, aunque más tarde afirma que el sushi tiene mejor sabor.
Aunque su "acto" consiste más en pasos de baile y poses, Álex se considera a sí mismo un actor ya que el actúa en el zoológico de Nueva York.
Tiene una marca de nacimiento característica en la palma de la mano, con la forma del continente africano.

## Historia
Álex nació en una reserva de vida silvestre en África con el nombre de Alekey. Él era el hijo del león alfa, Zuba, quien constantemente le daba lecciones de caza cuando era un cachorro, aunque nunca mostraba interés en la actividad. Un día, Álex fue capturado por unos cazadores furtivos, aunque la caja en la que él estaba cayó al río. El 8 de abril de 1972 Alex llega a Nueva York tras flotar por el Océano Atlántico, es llevado al Zoológico de Central Park, donde se vuelve muy popular entre el público y se hace amigo de Marty, Gloria y Melman.

## Madagascar
Álex queda perplejo al oír deseo de Marty de salir y vivir en la naturaleza, pues Alex, en cambio, era muy feliz en el zoológico.
Después de que Marty sale del zoológico intentando tomar un tren a "la jungla", Álex, Gloria y Melman salen tras él. Cuando lo encuentran, son rodeados por la policía y Álex intenta simpatizar con las personas y explicarles lo que sucede (sin tener idea de que los humanos no le entienden) pero le disparan a él y a los demás con dardos tranquilizantes. 
Varios activistas de Derechos de los animales entonces hacen presión para que el zoológico libere a los animales en la naturaleza y así son llevados por barco hacia África, pero en el camino, Álex y sus amigos caen al mar (por culpa de los Pingüinos que tomaron el barco). Ellos llegan flotando en sus cajas a la isla de Madagascar, creyendo que están en otro zoológico. Al enterarse de que realmente están en la jungla, Marty está entusiasmado por ser libre mientras que Álex sólo piensa en volver a casa, aunque más tarde, con ayuda de Marty, decide darle una oportunidad al lugar e intenta relajarse con sus amigos. Sin embargo, ninguno de ellos sabe que en realidad la carne viene de los animales, Álex se pone muy hambriento tras días de no comer nada y comienza a recuperar sus instintos de caza. El hambre pone a Álex en un estado demente, que le hace alucinar a todos como carne y atacar a Marty. Después de darse cuenta de lo que intentó hacerle a Marty, Álex huye al lado de los Fosa, que son los depredadores naturales de la isla. 
Creyendo que el barco ha vuelto por ellos, Marty busca a Álex y trata de convencerlo de que regrese con él, pero es atacado por los Fosa. Tras superar sus instintos de caza, Álex va al rescate de sus amigos y logra ahuyentar a los Fosa del territorio de los lémures para siempre.
De regreso en la playa, los pingüinos ayudan a Álex y en ausencia de carne le dan pescado, lo cual es un éxito. Finalmente Álex y sus amigos suben al barco para regresar a casa, pero los Pingüinos no les dijeron que el barco ya no tiene gasolina.

## Madagascar 2: Escape de África
Tras hacer un aterrizaje forzoso en el avión reparado por los pingüinos, Álex se reúne con sus padres, Zuba y Florrie, en una reserva de vida silvestre en África, quienes lo creían muerto y desaparecido desde hace tiempo y están muy entusiasmados de verlo.
Zuba asume que Álex es un feroz león al oír que es "el Rey de Nueva York". Álex por su parte se entera de que hay un ritual de iniciación que los leones jóvenes hacen para ser parte de la manada y "ganar sus melenas" y decide participar, asumiendo que se trata de una especie de show de talento y sin tener la menor idea de que lo que hacen los leones es pelear.
Makunga, el rival de Zuba, le aconseja a Álex que rete a Teetsi en su rito de iniciación. Teetsi resulta ser un león grande y musculoso, Álex comienza a bailar sin sospechar nada y es noqueado de un solo golpe. Sin poder expulsar a su hijo por no haber pasado la prueba, Zuba renuncia a ser el león alfa y Makunga toma el control, expulsando a Álex y a sus padres como su primer mandato. Zuba entonces, está decepcionado de que su hijo no es "un verdadero león". Álex regresa al avión con sus amigos y tiene una discusión con Marty.
Al día siguiente, el abrevadero se seca y Álex decide ir río arriba para investigar y arreglar el problema y así ganarse el respeto de los demás, en especial el de su padre. Después de hablar con Marty, los dos salen de la reserva y descubren que algunos turistas extraviados han construido una presa, y Álex es capturado. Zuba se entera de que Álex salió de la reserva y lo rescata antes de ser cocinado por las personas, entonces Álex usa su talento de baile para distraer a las personas atacantes y con la ayuda de los demás que llegan en el avión reparado, logran escapar y destruir la presa. Zuba aprende a respetar el talento inusual de Álex y él y sus amigos deciden quedarse en África por un tiempo.

## Madagascar 3: Europe's Most Wanted
Álex y los demás dejan África y van a Montecarlo para buscar a los pingüinos pensando que los han abandonado. En la película, Álex dice que es el jefe del grupo. Convence a los animales del circo de que les dejen entrar y conoce a Gia, una jaguar de la que siente algo. Al final, Álex deja el objetivo de quedarse en el zoológico de Nueva York y se queda en el circo junto a los demás.

## Madagascar 4: Welcome to the Jungle
El 27 de mayo de 2024, DreamWorks anunció por un foro oficial que la cuarta película de Madagascar “Bienvenidos a la Jungla” está próxima a salir.